# Emilio Trivini
Emilio Trivini (ur. 3 kwietnia 1938 w Dongo, zm. 27 kwietnia 2022 w Rzymie) – włoski wioślarz, srebrny medalista olimpijski.

## Kariera
Wystąpił na igrzyskach olimpijskich w Tokio w 1964, gdzie Włosi w składzie: Renato Bosatta, Emilio Trivini, Giuseppe Galante, Franco De Pedrina i Giovanni Spinola (sternik) zajęli drugie miejsce w czwórkach ze sternikiem. Uplasowali się o 2,44 sekundy za Wspólną Reprezentacją Niemiec i 3,62 sekundy przed Holendrami. Brał też udział w igrzyskach olimpijskich w Meksyku w 1968, gdzie w tej samej konkurencji zajął czwarte miejsce. 
Ponadto zdobył brązowy medal w czwórce ze sternikiem na mistrzostwach Europy w Amsterdamie (1964). 
Po zakończeniu kariery został trenerem i działaczem sportowym. Był honorowym członkiem Włoskiej Federacji Wioślarskiej.